# Mésange de Carp
Melaniparus carpi
Espèce
Répartition géographique
Statut de conservation UICN

 LC  : Préoccupation mineure
La Mésange de Carp (Melaniparus carpi) est une espèce de passereaux de la famille des paridés. L'oiseau est reconnaissable à son plumage noir avec des ailes blanches.
Son nom rend hommage au skipper et naturaliste néerlandais Berend Carp (1901-1966).

## Répartition

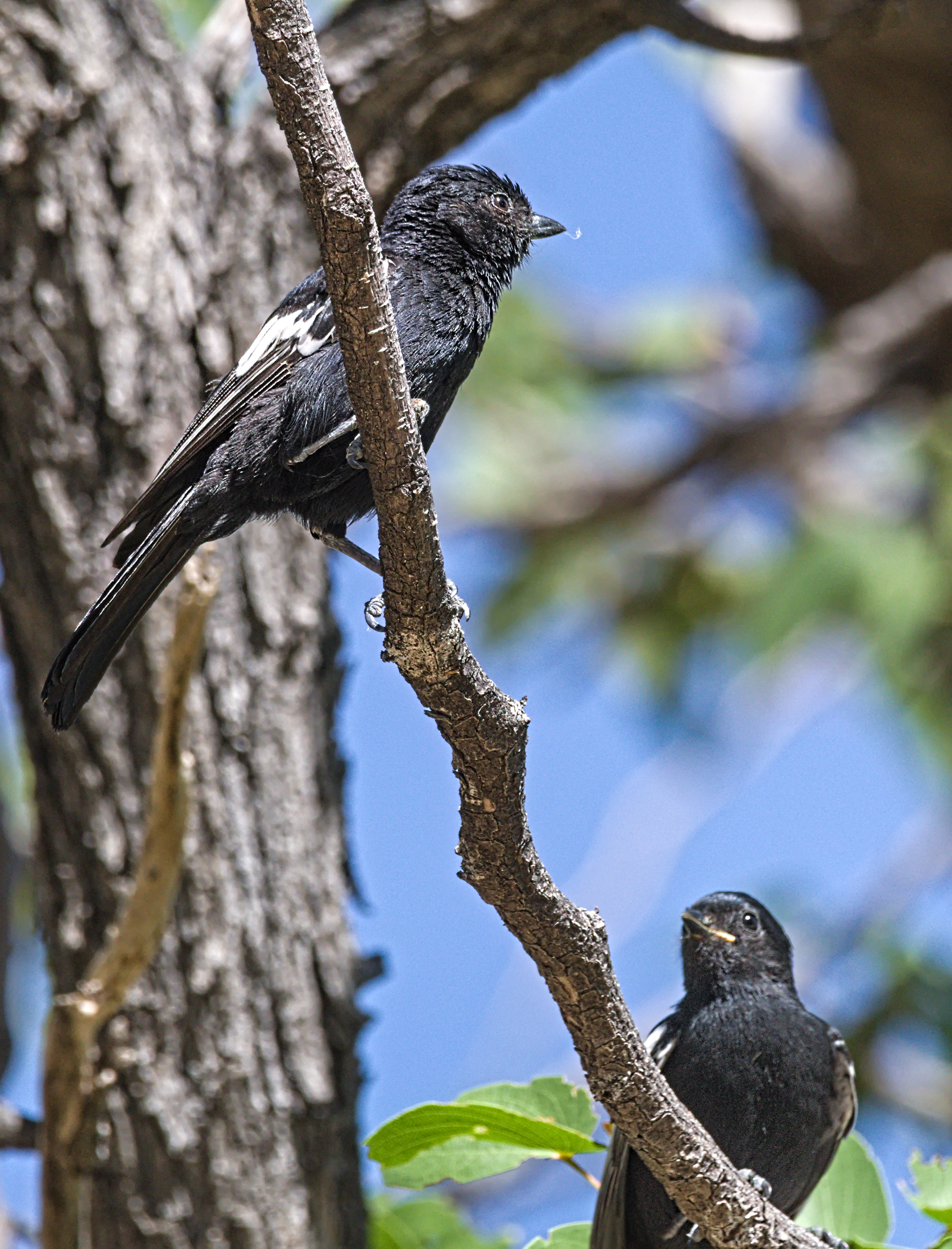
..en Namibie

On la trouve en Afrique australe, notamment à travers les forêts claires de la savane namibienne.

## Description
L'holotype de Parus niger carpi présente des ailes mesurant 81 mm, une queue de 67 mm et un bec de 11,5 mm.

## Étymologie
Son épithète spécifique, carpi, lui a été donnée en l'honneur de Bernard Carp qui, avec le soutien du musée du Transvaal, a sponsorisé et dirigé une expédition dans le Kaokoveld en 1951.

## Systématique
L'espèce Melaniparus carpi a été décrite pour la première fois en 1957 par les ornithologues James David Macdonald (d) (1908-2002) et Beryl Patricia Hall (d) (1917-2010) sous le protonyme de Parus niger carpi,.

## Publication originale
- (en) J. D. Macdonald et B. P. Hall, « Ornithological results of the Bernard Carp/Transvaal Museum Expedition to the Kaokoveld, 1951 », Annals of the Transvaal Museum, Pretoria, Inconnu, vol. 23, no 1,‎ 17 janvier 1957, p. 1-39 (ISSN 0041-1752 et 2226-9835, OCLC 1714046, lire en ligne).